# 相州戦神館學園 八命陣
『相州戦神館學園 八命陣』（そうしゅうせんしんかんがくえん はちみょうじん）は、日本のアダルトゲームブランドであるlight（ライト）により開発された18歳未満購入禁止のパソコン用ゲームソフトである。2015年4月24日に続編『相州戦神館學園 万仙陣』が発売された。
『相州戦神館學園 八命陣』は「萌えゲーアワード2014」にて『燃え系作品賞』金賞受賞。
キャッチコピーは『戦（イクサ）の真（マコト）は千（アマタ）の信（イノリ）に顕現する。』

## 概要
神奈川県鎌倉市に位置する「千信館学園」での学生生活と、「夢界（カナン）」と呼ばれる明治末期から大正時代が舞台になる夢の世界で繰り広げられる死闘を描いたアドベンチャーゲーム。『神座万象シリーズ』を手掛けた正田崇とGユウスケ、与猶啓至をそれぞれ脚本、原画、音楽に起用している。
なお正田曰く、本作品は『神座万象シリーズ』とは無関係としている。事実作中内で神座万象シリーズの格闘ゲームが出てくるがすぐ後に「ネタとして登場するが本編には一切関わりは無い」と主人公が独自で説明している。
当初は2013年12月20日発売を予定したが、その後2014年2月28日に延期された。
2014年4月末には本作のコンシューマ版『相州戦神館學園 八命陣 天之刻』が発表され、更には続編が制作中であることも発表された。
2014年7月24日に『相州戦神館學園 八命陣 天之刻』のパッケージ及びダウンロード版が同時発売された。
2014年9月に本作の続編『相州戦神館學園 万仙陣』（そうしゅうせんしんかんがくえん ばんせんじん）の発売が発表された。
2015年4月24日に『相州戦神館學園 万仙陣』が発売された。

## あらすじ
鎌倉市の千信館学園に通う柊四四八は、幼いころから「連続した明晰夢」を見続けていた。しかし精神面の疲労は一切蓄積せず、むしろ覚醒が途切れないことから肉体・精神は同世代より成熟している。
ある夜の夢で、同じ学校に通い、復学直前だった世良水希と出会う。水希が復学の際に、四四八と夢の中で出会ったことを話したことで、真奈瀬晶、大杉栄光、龍辺歩美、我堂鈴子らも四四八の夢の中へ入りたいと懇願され、しぶしぶそれに応じて皆を夢へと入れる。夢の中では自分が念ずることで想いのままのことができるため、一同は四四八の母である恵理子も引き入れ、四四八が生まれる前に蒸発した父・聖十郎と再会させようと試みるが・・・

## 登場人物
声優はPCゲーム版 / 移植版の順で表記。

### 現実世界
千信館／戦真館
鎌倉の名門千信館学園に通う7人の生徒たち。四四八と水希の出会いから他の仲間も夢の中に入れる手段を得る。恵理子が殺されたことをきっかけに夢界の戦いに巻き込まれることとなるが、皆がまるで「この時を待ち望んでいた」かのような感慨を抱いており、夢界7つ目の勢力「戦真館」として戦いを生き抜き平穏な日常を取り戻そうと誓い合う。
柊 四四八（ひいらぎ よしや）
CV：土門熱 / 佐藤拓也
身長：178cm 体重：68kg
主人公。千信館学園の2年生。
文武両道を体現したかのごとき秀才で、己にも他人にも厳しい性格だがそれは面倒見の良さの裏返しであり、クラスでは委員長を務めている。曰く武士と称され、非合理や不真面目を嫌う。愛読書は『南総里見八犬伝』。
幼少時から毎夜明晰夢を見続けており、その夢も長年連続しているという異常体質をもつ。本人曰く、さほど現実と変わらないため、夢の期間を利用して勉強もしている。そのため同年代と比べても精神が数段成熟している。
女手一つで自分を育ててくれた母恵理子を敬愛しており、彼女に楽をさせてやるため将来は警察か司法関係に進もうと考えている。
日課は朝のジョギングと、同時に夢の中での予行演習とイメージトレーニングを兼ねた行動（バク転等）の実践。ただし後者は現実的に可能であるものに限られる。
夢の中でもその身体能力が高水準に如何なく発揮され、オールラウンダーで隙がない(全ステータスが10段階評価で7である)ことから「つまらない」と評されてしまう。素の力が高いため前衛として先陣を切り、また夢の組み合わせでいくらでも応用がきくため、足りない箇所をカバーすることができる。
八犬士における仁義八行の徳は「仁」。
作中において蘆生と呼ばれる資格を持つ一人で、実は四四八以外が夢の力を行使できるのは蘆生、すなわち四四八と使用者がつながっているからである。作中では夢をある種のデータベースとしたとき、四四八がサーバー、水希たちが子機にあたると説明されている。
世良 水希（せら みずき）
CV：水崎来夢 / 山村響
身長：161cm 体重：48kg
千信館学園の2年生だが、2年休学していたため、四四八らより2歳年上。
休学した2年間は、ある過ちが原因で夢の世界をさまよっていたと語り、詳しくは話そうとしない。
長く夢の中にとどまっていたため、四四八とともに仲間をけん引する役を担っている。
夢の中では創法（クリエイト）による物質や環境の変化、そして解法（キャンセル）の透過を得意とし、スピードにも優れる。このため打たれ弱さを回避能力で補っている。自分に優位なポジションを作ることができるトリッカー。
八犬士における仁義八行の徳は「信」。
真奈瀬 晶（まなせ あきら）
CV：磯貝まこと / 行成とあ
身長：164cm 体重：52kg
千信館学園の2年生。四四八とは幼馴染の関係。実家は蕎麦屋を経営している。
気は強いが、仲間内では一番の乙女。可愛いものが好きらしいが、センスは壊滅的である。
夢の中では平均以上の戟法（アタック）と高レベルの楯法（ディフェンス）の素質を持つため打たれ強く、範囲系の咒法（マジック）の資質も持っているので楯法（ディフェンス）の回復を高水準かつ味方全員に対して行える貴重な存在。メンバーの盾となるガーディアン。
八犬士における仁義八行の徳は「義」。
龍辺 歩美（たつのべ あゆみ）
CV：結城友紀 / 中村繪里子
身長：150cm 体重：41kg
千信館学園の2年生。四四八とは幼馴染の関係。
仲間内ではそのふわふわな外見とマイペースな性格とは裏腹にイロモノ扱いされているが、肝は人一倍据わっている。
生粋のゲーム好きで、特にFPSが得意。勝負となればたとえ相手が誰であろうと絶対に容赦をしない。
夢の中では接近戦に向かず、ひ弱ではあるものの、咒法（マジック）の適正とFPSで鍛えた勘からスナイパーとして活躍する。加えて解法（キャンセル）による破壊能力も高水準であるため、もっぱら砲台が役割。
八犬士における仁義八行の徳は「智」。
我堂 鈴子（がどう りんこ）
CV：北見六花 / 小野涼子
身長：165cm 体重：50kg
千信館学園の2年生。敦士とは幼馴染の関係。
四四八の自称「ライバル」。周囲の人間を「庶民」と言ってはばからない嬢様。
しかしどこか小者じみており、口喧嘩にひどく弱い。おまけに詰めが甘く、肝心な所で変なミスを犯してしまう。
また、四四八のライバルと言いながらも、その実はただ単に仲間内に入りたいだけであり、四四八と登校したい、お弁当を食べさせたいなどと乙女な願望を持っている。ただし本人にとっては「奴隷として扱う」と思っているらしい。
夢の中では高度な創法（クリエイト）の物質形成を生かした武器創造が得意。戟法（アタック）のスピードにも優れるため、それを生かした白兵戦が得意だが、楯法（ディフェンス）と解法（キャンセル）が低いため防御面では不安が残る。いわゆる生粋のスピードタイプのウォーリア。
八犬士における仁義八行の徳は「礼」。
大杉 栄光（おおすぎ はるみつ）
CV：マーガリン天狗 / 藤原祐規
身長：174cm 体重：61kg
千信館学園の2年生。四四八とは幼馴染の関係。
運動・勉強ともに凡人以下の男。異性にモテたくてもモテず、強みといえばその明るさと前向きさ程度だが、同時に武器でもある。
自分のことを「エイコー」と呼んでほしいが、当の本人がそれに見合った才を持っていないのも事実。
現実同様、夢の中でも才能に恵まれないが、解法（キャンセル）の破壊と透過能力はぴか一で、最高のキャンセラーとして活躍できる。しかし、四四八らはそれをスケベなことに悪用しないかと警戒している(鈴子と晶は明確な説明は聞いていないが四四八と水希の顔を見ておおよそ理解した)。そして同時展開は何故か苦手であるもよう。
八犬士における仁義八行の徳は「忠」。
鳴滝 敦士（なるたき あつし）
CV：秋山樹 / 鶴岡聡
身長：183cm 体重：85kg
千信館学園の2年生。しかしほとんど学校に来ず、成績日数はギリギリだが、卒業できる程度には器用にこなす。
あまり群れようとせず、本人の見た目も相まって印象はよくない。その上人相の悪さから来るトラブルも絶えないため、さらに悪印象に拍車をかけてしまっている。
鈴子とは幼馴染で、彼女の父を慕っている。鈴子の父親に美味い酒を飲ませてやりたいがために四四八のバイト先の居酒屋に志願し、それ以降四四八とそれなりに口をきくようになる。
夢の中ではその腕っ節の強さを体現するかの如く、戟法（アタック）のパワー強化と楯法（ディフェンス）の防御力強化が売りのインファイターといえるが、その他の資質が低いというピーキーな能力の持ち主。
八犬士における仁義八行の徳は「悌」。
柊 恵理子（ひいらぎ えりこ）
CV：松田理沙 / 力丸乃りこ
身長：154cm 体重：44kg
四四八の母で、女手一つで育て上げた。
容姿は四四八と同年齢かそれ以下に見られ、妹とも間違えられてしまう。
自分のことを出来る母親と思いこんでいるが、蕎麦屋のマスコットとして不気味な怪物人形を作ったりするなど社会能力は絶望的。
それでも意図せず周囲をひきつける力を持つパワフルなお母さん。
最終的には聖十郎により殺されるが・・・。
真奈瀬 剛蔵（まなせ ごうぞう）
CV：小山剛志 / 同左
身長：198cm 体重：120kg
晶の父。蕎麦屋を経営している。以前、妻に浮気されてしまい、以来男手一つで育て上げた。
身の丈2mいくかという巨漢で、その体格から想像できるほどに豪快な性格の持ち主。しかし「ハゲ」という言葉に弱く、すぐに泣いてしまう。
四四八の父である聖十郎とは同級生にして友人で、失踪した現在でも気にかけている。
恵理子に片思いしているが、その思いはいつも空回りしてしまう。
芦角 英恵（あしずみ はなえ）
CV：奏雨 / 尾崎真実
身長：163cm 体重：50kg
千信館学園の教師で、四四八らの担任を務める。
かなりずぼらな性格で、その影響か彼氏いない歴=年齢という悲しい経歴。
それに対する八つ当たりか、こと不純異性交遊に関しては非常に厳しい。
長瀬 健太郎（ながせ けんたろう）
CV：篠崎双葉（万仙陣）
千信館学園の生徒で、四四八とはクラスの違う同級生。
アニメオタクながら成績優秀で常に学年2位という成績を維持している通称”草食王子”。

### 夢界の住人
夢の世界では六勢力と呼ばれる六つの集団が争っている。それぞれが敵対、同盟関係にある模様。
それぞれ「べんぼう」、「逆十字」、「神祇省」、「鋼牙」、「貴族院辰宮」、「裏勾陳」の名を持ち、何かを巡って戦っている。
べんぼう
夢界唯一の単独勢力。その在り方は「悪意」「邪性」そのもので夢界で勝ち抜くことなどには興味がなく、ただ人の絶望を演出することに執心している。そして時にはその目的のために敵対勢力に協力することさえある。現在は「逆十字」と同盟を組んでいる。
神野 明影（しんの あきかげ）
CV：一条和矢 / 同左
身長：不定 体重：不定
「べんぼう」とよばれる勢力の正体不明の男。単独の勢力であるため配下の者はいない。よくオラショを口ずさんでいる。
憎悪と絶望、それから生まれる混沌を演出することのみが行動原理で、他勢力からも危険視されているが、逆十字とは契約関係にある。また、自身の使命のもと、敵味方を問わず攻撃、支援もする。
神祇省から第八等廃神に指定されており、抹殺対象とされている。
なぜか水希に異常な執着心を露にしている。
甘粕正彦により「脅威」の象徴として召喚されている。神野の場合、人を堕落させる悪魔の役割を持っている。そのほかベルゼブブ、じゅすへる（＝ルシファー）、悪五郎日影や這い寄る混沌などさまざまな悪神を詰め込んでいる。
実は廃神である彼にとって邯鄲は何の意味もなく、自らの権限でさまざまな力を行使できる。

逆十字
柊聖十郎が率いる勢力。組織の理念として犠牲や生贄、殉教といった概念が据えられており聖十郎の目的を果たすため彼の手足として非道の限りを尽くす。現在は「べんぼう」と同盟関係にある。
柊 聖十郎（ひいらぎ せいじゅうろう）
CV：壬生中将 / 遠近孝一
身長：188cm 体重：83kg
「逆十字」とよばれる勢力の首魁で、四四八の父にあたる。文化人類学者でフィールドワークに出たまま行方不明となっていた。
千信館のOBであるが「信頼」「絆」といったものを嫌っており千信館始まって以来の天才児にして問題児と言われていた。
他者を自分に活かされるだけの道具か何か程度に思っておらず、契約関係にある神野とも、あくまで利害を優先し行動しているにすぎない。
妻の恵理子曰く、「いるだけで周囲を不安にさせる男」。
その力は四四八の完全な上位互換であり、魔人の領域に達すると評される。あらゆる能力を極めた万能型で、あらゆる技能を夢かどうかにかかわらず即座に自分の物とする。
ここまで凶悪な力を持つ所以はは急段「生死之縛・玻璃爛宮逆サ磔」によるもの。その能力は「対象の力を奪い、代わりに自らの病を押し付ける」こと。対象が聖十郎に憎悪・同情などの負の感情を抱き、同時に聖十郎が相手を羨ましいと思ったときに発動する。地力もさることながら、この能力によりたくさんの人間から力を簒奪してきたため、驚異的なスペックを誇っているのである。
作中におけるすべての元凶。天才的な力を持ちながら、その実数多の病を併発しており、一生が常に死と隣り合わせの肉体を持つ。他者が健康体であることを憎み、それ以上にうらやましく思っている。そのため彼の目的は「蘆生となりその特異体質を克服する」こと。病を治すため、時には畜生にも劣る所業を犯し、最終的に邯鄲のシステムを作り上げた。この時甘粕と出会い、彼を被験者として夢界へ送り込んでいる。
しかし外道といっても過言ではない彼の性質では蘆生になることは不可能とされ、自らがなれなければ他人からその資格を奪えばいいと考えている。
だがこれらの根底にあるのは「生きる」のただ一点であり、作中でも「生きることに嘘も真もない」と述べている。

鋼牙
夢界唯一の外国勢力。ロシア帝国機甲獣化聯隊・ゲオルギィ。魔道と科学によって強化された軍隊の力は正面先頭において「裏勾陳」に次ぐ武力を誇る。強力な連帯感を持ち、その在り方は軍隊というより獣の群れと言った方が正しい。
キーラ・ゲオルギエヴナ・グルジェワ
CV：海原エレナ / 氷青
身長：145cm 体重：36kg
「鋼牙」とよばれる勢力を指揮する少女で、ロシア帝国の軍人。階級は大佐。
ロムルス・レムスをはじめとした部下の機械獣兵団・ゲオルギィとは強い絆で結ばれている。
軍人らしからぬ矮躯であるが戟法（アタック）の剛と楯法（ディフェンス）の活によって白兵戦では無類の強さを誇る。
しかしこれら能力は、それ以上に高度な解法（キャンセル）による目くらましに過ぎず、本来の破壊力は桁外れ。
部隊の長として振舞っているものの、性格は子供のそれと変わらず、作中でも小物と称されるほどに気が短い。
その正体は彼女を核とし、三千もの人間を外科手術により科学的・魔術的につなぎ合わせた怪物で、ゲオルギィは三千人の軍隊でありながら文字通り一個体として成り立っている要塞のようなもの。
顕象する能力は急段「鋼牙機甲獣化帝国」。相手に自らを怪物と認識させ、また彼女も怪物と認識することで発動する。その能力は「自身の強化」のみ。本能で生きる獣ならではの単純な能力ではあるが、暴力を天井知らずに強化することに特化している。
ロムルス・レムス
キーラの乗る戦車をけん引する巨大な狼。改造手術によって二頭の頭を持つキメラと化しており高い戦闘能力と知能を有する。
能力はそれぞれの頭が戟法（アタック）と咒法（マジック）を担っており隙がない。
その正体はキーラの妹たち。

神祇省
壇狩摩が率いる勢力。大日本帝国神祇省・鬼面衆。飛鳥時代より続く祭祀を司る機関であったが明治時代に解体される。しかし暗部を司る部分は生き残り、国に仇名す廃神（タタリ）を狩ることを任務としている。その性質は不意打ちや奇襲など暗殺者のそれであり正々堂々と言った概念とは無縁。配下の面々には個我といったものは存在せず狩摩の駒に徹している。現在は「貴族院辰宮」と同盟関係にある。
壇 狩摩（だん かるま）
CV：壱封堂 / 増田俊樹
身長：179cm 体重：66kg
明治初期に廃止されたはずの大日本帝国の機関「神祇省」を率いる男。広島弁でしゃべる。
構成員は鬼面衆とよばれ、怪士、夜叉、泥眼の三人がいる。
機関が指定した廃神(はいしん)を討伐すべく「タタリ狩り」を行っており、特に神野は処刑対象となっている。
思考と行動が支離滅裂であり、先ほどまでの態度を180°変えてしまうような出鱈目な行動が多く、他勢力からも「盲打ち」「何も考えていない」と言われている。
しかし天運にも恵まれており、その悉くが彼にとって吉と出る。
夢の力は咒法（マジック）の射と散、そして創法（クリエイト）の界という夢界では収めることが非常に困難といえる技能を極めている最上の空間能力者。
実は甘粕に対抗するために四四八ら戦真館の面々を夢界へと送り込んだが、狩摩の気まぐれで細工をしたことにより、キーラの乱入、辰宮の私的な行動などさまざまな要因が重なり、事態を誰も予想不可能な展開へと向かわせてしまった。
破天荒そのものである彼だが、もはや「壇狩摩だから」とあきらめるほかない。
顕象する能力は急段「軍法持用・金烏玉兎釈迦ノ掌」。有する能力は「対象をゲームの空間へ押しこめ、そのゲームの駒として振舞わせる」。協力条件は「これから行われるものは何かのゲームであること」、そして「壇狩摩がこんな型に嵌った行動をとるはずがない」という、二つの条件がある。
型に嵌めるためには複雑な手順を踏ませなければならないが、嵌れば最後、自分すらも強力な強制にかけてしまう。
作中では大将棋(鎌倉将棋)が行われた。駒にされたもの、そして対局するものは、誰がどの駒に当てはめられたかがわからない。駒が取られると、徐々に弱体化していき、最終的に同一駒を全てとられると死亡してしまう。だがあらかじめ相手の駒を奪えば、仮に同じ全て失っても戦線離脱という形で消滅し、また復帰することも可能である。
そしてゲームの勝敗が決すれば、敗者とその陣営全員が死亡してしまうが、この能力は「敗者がその負けを認めなかった場合、相手を殺すことができる」という効果も持ち合わせている。
「型に嵌るはずがない」という先入観から生まれる必殺のちゃぶ台返しであり、実際に勝つ条件は「ゲームで負けた瞬間に相手を殺しにかかる」以外方法がないという悪質なもの。
このように型破りを許すことが強制されてしまうため、簡単に別の急段も発動させることが可能なのも特徴的。
怪士（あやかし）
パワータイプの鬼面衆。
夢界特有の技能は夜叉や泥眼より低く個性として機能していないが武闘家として完成された勘や技術の高さが最大の武器である。
夜叉（やしゃ）
般若の面を付けている近接～中距離タイプの鬼面衆。
創法（クリエイト）によって剣を多数作り、相手に投射する。
泥眼（でいがん）
完全な隠密タイプの鬼面衆。
解法（キャンセル）の透に特化しており、彼の姿をとらえることが可能になるのは、攻撃の瞬間のみ。その力は物理攻撃の全てを無効化する神野に対して何度も攻撃を当てられるほどであり、神野にとっては相性の悪い相手といえる。

貴族院辰宮
名門貴族辰宮家とその私兵たち。軍学校として設立された戦真館だが、その中にはあまりに突出した思想や能力から軍の枠に収まらない者たちが出てくる。そうした者たちを百合香は辰宮家の私兵として招き、持ち前のカリスマでまとめ上げている。現在は「神祇省」と同盟を結んでいる。
辰宮 百合香（たつみや ゆりか）
CV：七瀬みき / 山本希望
「貴族院辰宮」の令嬢にして戦真館学園の創設者辰宮麗一郎の孫娘であり、日露戦争時に焼失してしまった戦真館を二代目戦真館（現在の千信館の前身）として再建した人物。
戦真館再建の際に狩摩を風水の権威として招き、その縁から現在同盟関係にある。
遡れば神話時代に至るといわれるほどの格と長い歴史を誇る辰宮家であるが、後世では情報が断絶しており謎も多い。
夢界の真実に近い人物と目されており、事実そのことによってアドバンテージを得ているが百合香自身は別のことに執着している節がある。
肉体的にも華奢で戟法、楯法も低いため戦闘には不向きだが、それ以外の資質は極まっており、彼女の恐ろしさはむしろ戦闘以外の所にある。
幽雫 宗冬（くらな むねふゆ）
CV：古河徹人 / 同左
辰宮家に仕える執事で、戦真館学園第一期生首席。
主である百合香を陶酔と呼べるほどの域で忠誠を誓っているが、彼独自の基準があるようで百合香の命なら何でも聞くわけではない。
鍛え上げられた剣術と体術を戟法（アタック）、解法（キャンセル）の透、そして創法（クリエイト）の形によって底上げしており剣士としては一級品の戦闘能力を有する。加えて相手の思考を無意識の内に嵌め込む術を会得しており、互いに本気でなかったとはいえ神野に太刀傷を負わせる程の実力の持ち主。
伊藤 野枝（いとう のえ）
CV：鈴藤ここあ / 小笠原早紀
宗冬と同じく辰宮家の従者を務める戦真館の現役学生。
夢界の時代においては異分子となる四四八らに便宜を図るため、百合香の命を受けてサポート役となってくれる。
能力については泥眼を参照。

裏勾陳
人ならざる妖怪たちの勢力。百鬼空亡を中心とした集団であるが、空亡にとっては自分以外は殺戮対象に過ぎず、彼のもとにいる百鬼夜行も空亡への恐怖心に駆り立てられ逃げている結果相手にとって脅威の尖兵となっているだけであり、連帯感や仲間意識といったものは存在しない。戦闘力においては右に出る者はおらずその気になれば夢界の制圧も可能であるが、第七層に鎮座したまま動こうとしない。
百鬼 空亡（なきり くうぼう）
CV：大凶魔神天誅／卯衣 　/　 青山穣／大橋歩夕
「裏勾陳」と呼ばれる勢力を持つ、鶴岡八幡をもしのぐ巨体を持つ邪龍。
第八等廃神に指定されているがその属性は完全なる「暴性」であり、その力は同じく廃神指定を受けた神野をはるかに凌駕するどころか、他の六勢力が同盟を組み挑んでも歯が立たないほどに強大である。
あらゆるものを殺戮対象とみなしており、第七層で鎮座していた辰宮一派を第六層へと追いやっている。
直接の配下はいないが、「凶将陣･百鬼夜行」と呼ばれる、空亡の瘴気にあてられた廃神の大群を宿している。力は空亡に及ばないものの、人間には十分害になりうる存在。しかしそれすら空亡にとっては殺戮対象にすぎず、廃神たちは空亡から逃れるため、その体内から全力で逃げ出そうとする。
その正体は日本国を治める神として崇められていた黄龍が、時の流れとともに信仰が廃れた結果として廃神へと変質した存在。
神野同様に、甘粕によって「脅威」の象徴として召喚された。自らを忘れ、貶められ、腐らせたことに対して怒りのままに暴威を振るい、破壊を撒き散らす。
本来崇められている存在のため、暴力などで押さえつけるということ自体が間違っており、そもそも「戦う」相手ではない。そのあり方を理解しなければ空亡を鎮めることは不可能とされている。
なお、黄龍は陰陽道における占術の象徴体系である十二天将における勾陳と同一視されることがある。

盧生
夢界において力を使うために重要な存在とされる。各勢力はこれを巡って争っている。
柊四四八
上記参照。
甘粕 正彦（あまかす まさひこ）
CV：ヘルシー太郎 / 伊藤健太郎
盧生と呼ばれる存在の一人。大日本帝国陸軍憲兵大尉麹町憲兵分隊長甘粕正彦その人。人類で始めて盧生となった男。
「我も人、彼も人。ゆえ対等」と語るように、人道に厚い人格者。また人の勇気や愛といった善性を愛し、それを絶やしてはならないと思っている。
もとは聖十郎の被験者として夢界へと入っていたが、盧生として覚醒していく過程で、はるか未来の世界で愛も勇気も忘れ、人としての矜持すら捨て堕落した人間たちを目撃してきた。
結果甘粕は盧生に覚醒した暁に「自らが魔王となり、人間たちを混沌へと陥れ、その中で人が試練を乗り越え輝き、勇者であふれかえる世界を創造する」ことを目的とする。
しかし、根本的には「誰かが輝く姿を延々と見続けたい」という刹那的な願望によるもので、その先の結果などはまったく考慮していない。
終いには気分が高揚してしまえば世界すら自分の手で滅ぼしかねない危険性も持ち合わせている。
一人で夢界を踏破し、そしてその強靭な精神力もさることながら、能力は他者とは一線を画している。特にクリエイトは作中随一で、戦艦を丸ごと創造できるほか未来兵器をも忠実に形成することが可能。

## 用語解説

### 夢界
「カナン」と読む。四四八らが見る夢の世界のこと。八つの層に分かれており、第四層以降で起きたことは現実の歴史にも影響を及ぼしてしまう、いわゆるタイムスリップを起こす。 
また、同じく第四層以降で死に至ると、現実でも当事者が死亡してしまう。ただしどんなに負傷してもその傷は現実世界に影響せず、再度夢界に入っても傷はなくなっている。 
四四八が物語開始時にいたのは第二層であり、これが「連続した明晰夢」の正体である。 
| 階層 | 名称           | 時代     | 備考                     |
| ---- | -------------- | -------- | ------------------------ |
| 一   | モーゼ         | 現代     | 現実一般における夢のこと |
| 二   | ヨルダン       | 現代     | 連続した明晰夢           |
| 三   | エリコ         | 現代     | 他人と夢を共有できる     |
| 四   | ギルガル       | 明治時代 | 現実との因果関係が生じる |
| 五   | ガザ           | 明治時代 | 日露戦争直下             |
| 六   | ギベオン       | 大正時代 | WW1直下                  |
| 七   | ハツォル       | 不明     | 不明                     |
| 八   | イェホーシュア | 不明     | 不明                     |

### 邯鄲の夢
夢界において、超能力を発現させる技術とその夢。大別して五種、それをそれぞれ二種に細分した十種に分けられる。能力の強さは、それに対する創造性、言い換えればイメージの強さに比例する。極端に言うと、現実でイメージできなければ夢界でもイメージは出来ない。
戟法（アタック）
「げきほう」と読む。主に身体能力を強化する夢。パワー型の「剛（ごう）」とスピード型の「迅（じん）」に分類される。現実世界における身体能力と強く結び付いている。
楯法（ディフェンス）
「じゅんほう」と読む。主に体力やスタミナ、耐久力を強化する夢。防御型の「堅（けん）」と回復型の「活（かつ）」に分類される。
楯法は死や痛みに直結するため、死に至るダメージを防ぐ、およびそれから復活するというイメージが根本的にしづらいことから扱いが難しい。逆を言うと楯法の達人は、強靭な精神力を持つか、あるいは死に対する恐怖を捨てているかである。
咒法（マジック）
「じゅほう」と読む。イメージを放つ夢。矢のように飛ばす「射（しゃ）」と爆発のように広げる「散（さん）」に分類される。
他の夢との組み合わせで絶大な効果を発揮することが多く、例として「活」と「射」を組み合わせることで他者を回復することができるなど。多様な場面で必要となるスキルである。
解法（キャンセル）
「かいほう」と読む。力や感覚、場の状況を解析・解体する夢。すりぬける「透（とう）」と破壊する「崩（ほう）」に分類される。
作中では四四八が仲間たちの能力解析に使ったのがこれに当たる。また、応用で能力を偽装することも可能である(実際四四八は歩美の能力解析をある程度ブロックしている)。
また、夢から覚めるためにはこの解法が重要となる。
創法（クリエイト）
「そうほう」と読む。イメージを具現化する夢。イメージの創造や操作の対象が物質になる「形（ぎょう）」と環境になる「界（かい）」に分類される。
初期において、創法は「形」しか活用できず、一握りが「界」に覚醒することができる。また固定観念にとらわれていると、非現実的・奇天烈なものが創造できないというデメリットもある。

### 盧生
「ロセイ」と読む。夢界を制覇した暁に至れるという境地。

## スタッフ
- 脚本：正田崇
- 原画：Gユウスケ
- 音楽：与猶啓至
- 制作：light

## 主題歌
無印
- OPテーマ『紅蓮獄華』
  - 歌・作詞：榊原ゆい / 作曲：与猶啓至

- ED曲1『Dream awaking』
  - 歌：榊原ゆい

- ED曲2『夢現〜MUGEN〜』
  - 歌：榊原ゆい

天之刻
- 主題歌『聖絶の煉獄』
  - 歌：榊原ゆい

## 関連商品
八命陣オリジナルサウンドトラックCD『相州戦神館學園 阿頼耶識』
2014年4月25日発売。
主題歌シングルCD『憧憬ライアニズム』
2015年3月14日発売。『相州戦神館學園 八命陣 天之刻』オープニング主題歌『聖絶の煉獄』収録。